# Nivells de bioseguretat

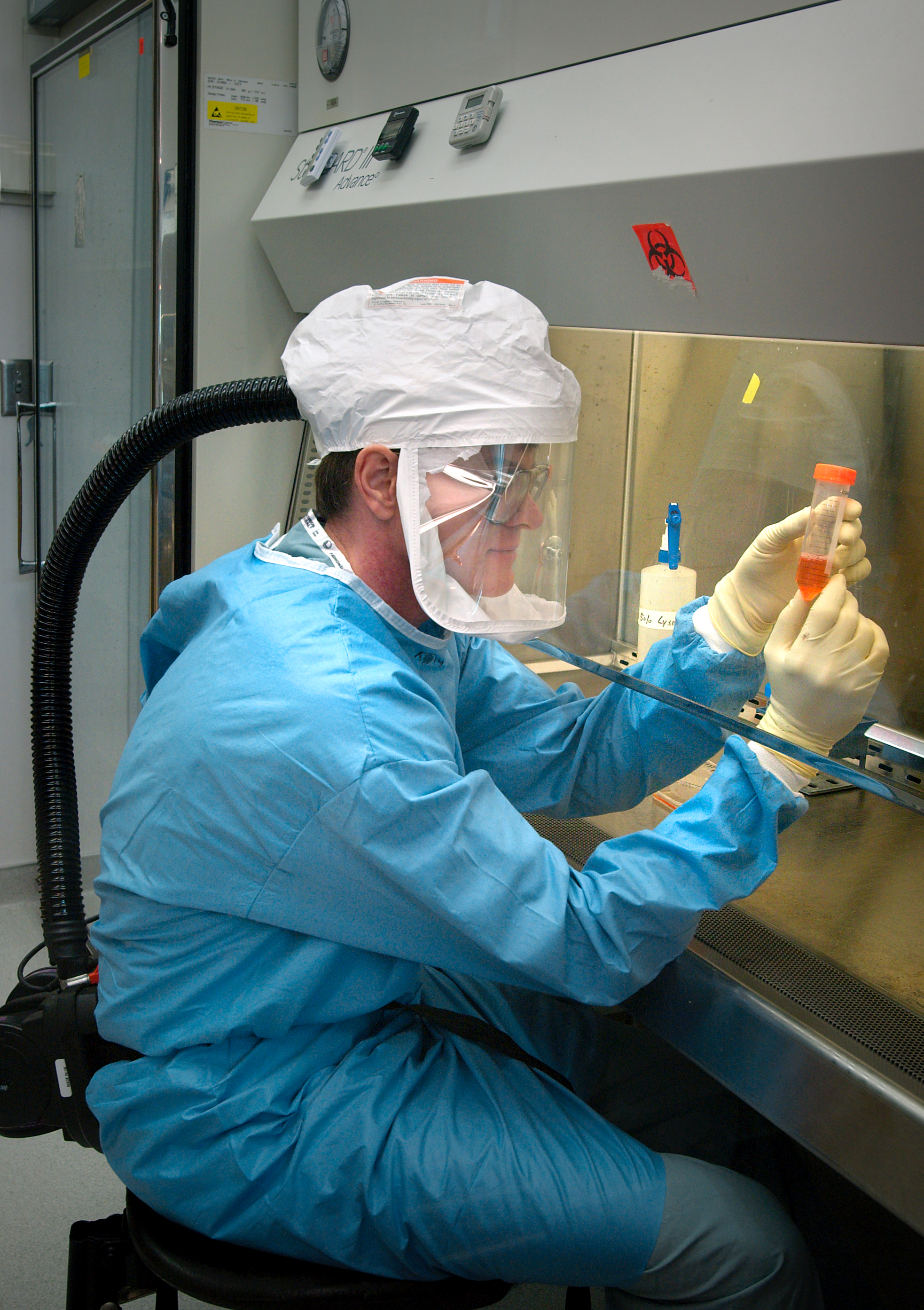
Recerca biomèdica pel virus de la grip.

El Centre per al Control i Prevenció de malalties (CDC) dels Estats Units de Nord-amèrica, específica quatre nivells de bioseguretat per al maneig d'agents biològics, els quals són coneguts com a Nivells de bioseguretat de l'1 al 4. La classificació de cada laboratori identifica el risc biològic que representen per a la salut els agents que aquí es manipulen.

## Els Nivells

### Nivell de Bioseguretat 1 (o NBS1)
En aquest nivell es treballa amb agents que presenten un perill mínim per al personal del laboratori i per a l'ambient. L'accés al laboratori no és restringit i el treball es realitza regularment en bancades estàndard de laboratori, taules de treball obertes. En aquest nivell no cal equip especial ni tampoc un disseny específic de les instal·lacions. El personal d'aquests laboratoris és generalment supervisat per un científic amb entrenament en microbiologia. Inclou diversos tipus de bacteris com Escherichia coli no patògena, així com alguns cultius de cèl·lules i els bacteris no-infeccioses i alguns virus, per exemple els treballs amb bacteriòfags (virus de fags). En aquest nivell les precaucions preses amb els materials de risc biològic en qüestió, són guants de nitril o làtex i algun tipus de protecció facial (ulleres bàsiques de laboratori). El laboratori no està necessàriament aïllat de les altres instal·lacions de l'edifici. En general, els materials contaminats es rebutgen en recipients de residus oberts, que es descarten i processen com a brossa convencional. Els procediments de descontaminació per a aquest nivell són similars en molts aspectes a les precaucions modernes contra els microorganismes a la vida quotidiana (per exemple, rentat de mans amb sabó antibacterià, rentat de totes les superfícies exposades del laboratori amb desinfectants, etc.)

### Nivell de Bioseguretat 2 (o NBS2)
És semblant al nivell 1 i en ell es manegen agents de risc moderat cap al personal i l'ambient, per tant son els més freqüents tant en àmbits clínic, hospitalaris com de recerca acadèmica, però difereix del nivell 1 en les següents característiques:
- El personal de laboratori té entrenament específic en el manipulació d'agents patògens.
- L'accés al laboratori és restringit quan s'està realitzant algun treball.
- Es pot requerir d'instruments de biocontenció bàsica com Campanes de Flux Laminar de Classe I o Classe II.
- Es prenen les màximes precaucions amb instruments punxants i tallants contaminats.
- Aquells treballs que impliquin una potencial generació d'aerosols des de mostres o cultius s'han de realitzar dins de cabines de seguretat biològica.

### Nivell de Bioseguretat 3 (o NBS3)
Aquest nivell, que es considera ja d'alta contenció, és el que es troba en alguns laboratoris clínics, de diagnòstic, i alguns laboratoris de recerca universitaris i també governamentals, en els quals es realitza treball amb agents exòtics o que poden causar un dany seriós i potencialment mortal com a resultat de la inhalació o exposició als mateixos (alguns virus de febres hemorràgiques, però no els filovirus, molts arbovirus i bacteris con Francisella tularensis, Coxiella burnetii, SARS-CoV-2 (COVID-19), etc.
Aquests laboratoris estan dissenyats i construïts per a una alta biocontenció.
Tanmateix en ocasions particulars (tant pel que fa a laboratoris com pel que fa a procediments concrets) poden treballar amb patògens de grup de risc 3 en laboratoris de nivell de bioseguretat 2 sempre que es facin una sèrie d'adaptacions o millores:
- Restricció de l'accés al laboratori.
- Requeriment d'instruments de biocontenció bàsica com campanes de flux laminar de classe II.
- Ventilació l'aire del laboratori a l'exterior.
- Ventilació del laboratori amb un flux d'aire direccional controlat.
- Seguiment de l'estàndard de pràctiques microbiològiques i equipament de seguretat imposat per al nivell de bioseguretat 3. És el que incorrectament molts cops s'anomena nivell 2+ o nivell "2 plus".

### Nivell de Bioseguretat 4 (o NBS4)
Aquest nivell és el que s'utilitza per treballar amb agents biològics que representen un alt risc individual de contagi, amb altes taxes de mortalitat entre els infectats, i habitualment sense vacunes ni tractaments post-exposició efectius disponibles. 
Seria el cas de Ébola, Verola, Hantavirus, Febre de Lassa, etc.
Són habituals d'aquest nivell els laboratoris on els científics utilitzen vestits especials d'una peça, que els embolcallen completament, amb una lleugera sobrepressió interior per evitar que entrin partícules infeccioses.
Cal d'instruments de biocontenció. En aquest cas de Campanes de Flux Laminar de Classe III.
Els laboratoris, com els de nivell 3, es mantenen amb una pressió d'aire negativa (hi ha diferència de graus entre nivell 3 i 4 però no hi ha cap estàndard internacionalment acceptat), la qual cosa ajuda a impedir que els agents nocius s'escapin a l'ambient. A més, cal que les instal·lacions estiguin en un edifici separat o en una àrea controlada i segregada dins d'un edifici, que estigui completament aïllat de les altres àrees del mateix.
El personal d'aquests laboratoris compta amb entrenament específic i extensiu en el maneig d'agents infecciosos i compten amb entrenament intensiu per treballar en l'ambient, la instal·lació i els elements de protecció individual (EPIs) amb els que fan la seva tasca.